# جيولا (المجر)

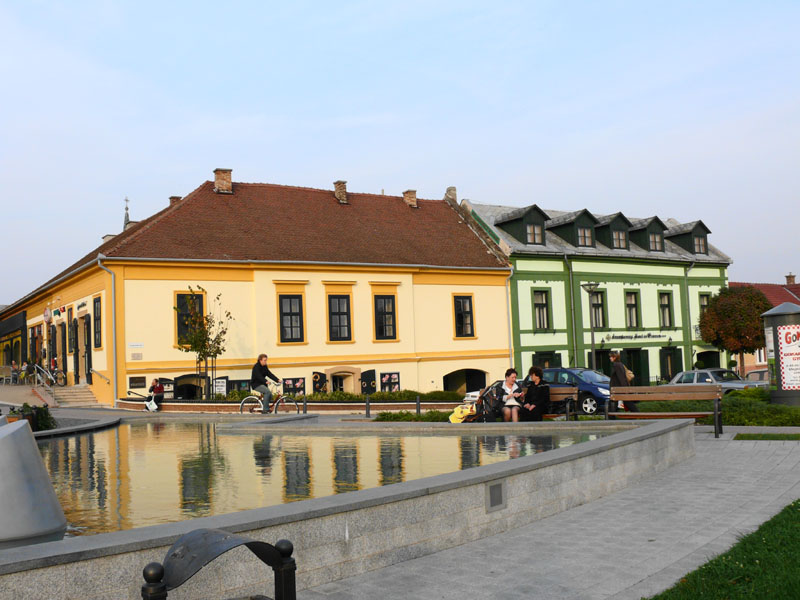
وسط مدينة جيولا

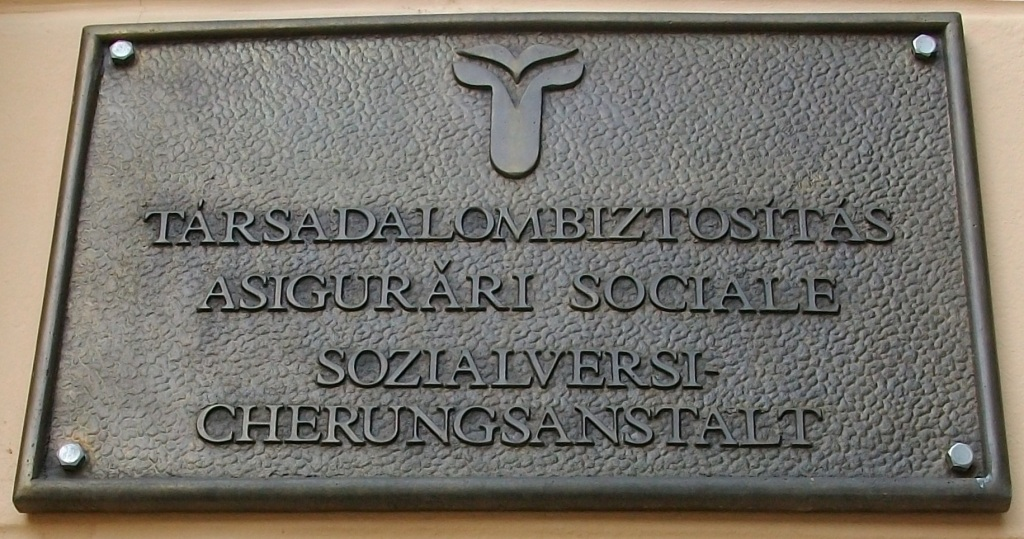
جدول بثلاث لغات (الهنغارية ، والرومانية ، والألمانية) في جيولا (تعني «التأمين الصحي الاجتماعي»)

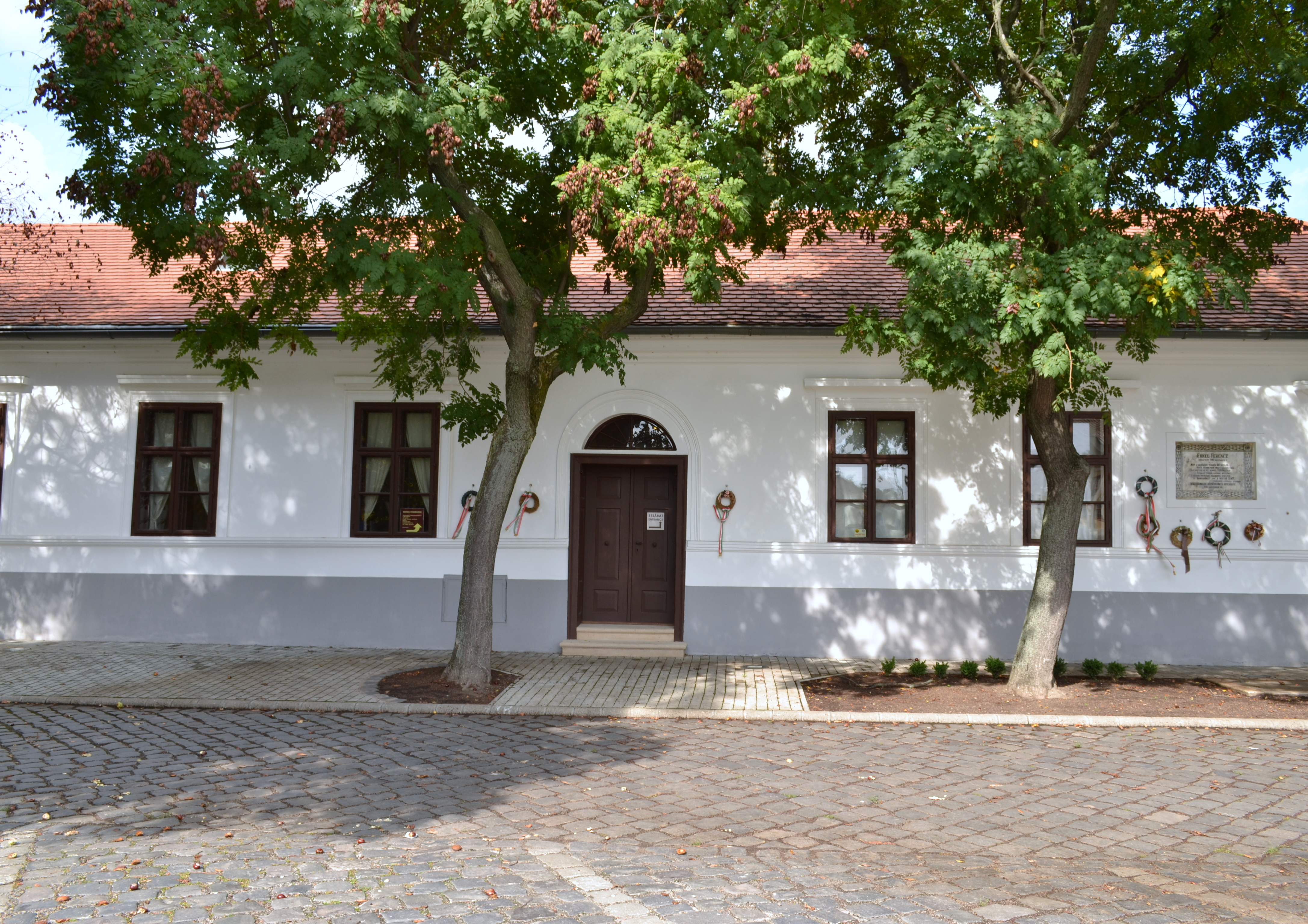
منزل ولادة فيرينك إيركيل ، مؤلف النشيد الوطني المجري

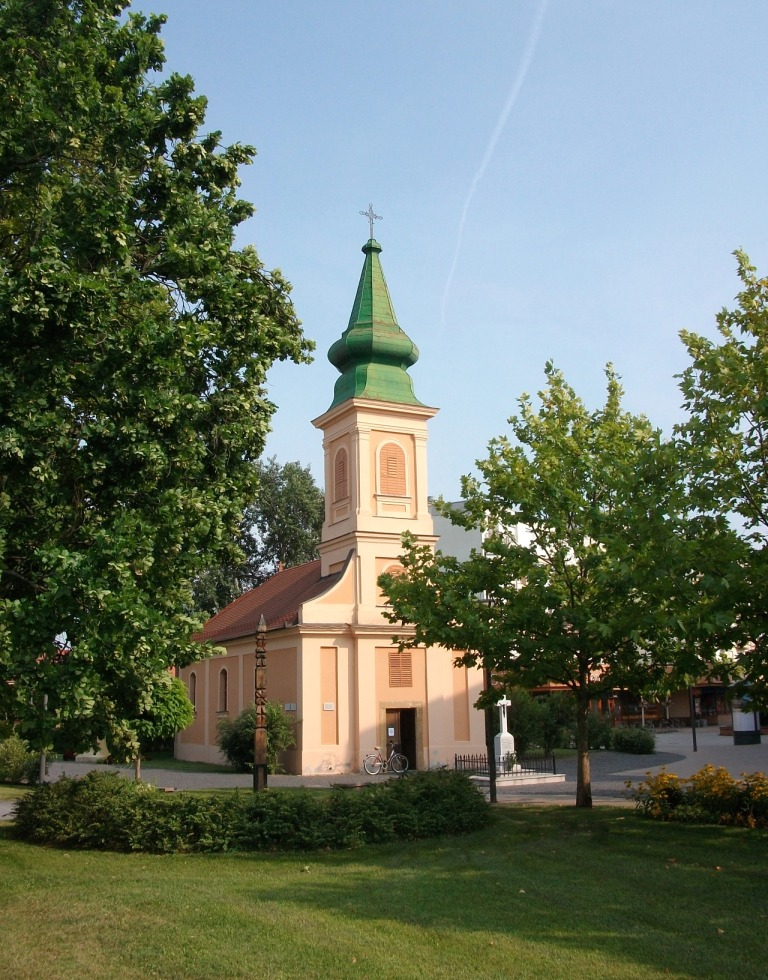
الكنيسة الرومانية الكاثوليكية في جيولا

جيولا هي بلدة في مقاطعة بكيش في المجر (هنغاريا) ( اللفظ المجري: ‎[ˈɟulɒ]‏ ؛ (بالألمانية: Jula) ؛ (بالرومانية: Jula) أو Giula ؛ (بالتركية: Göle) (بالإنجليزية: Gyula) ) . تشتهر المدينة بقلعتها التي تعود إلى العصور الوسطى والحمام الحراري . ولد فيرينك إركيل ، مؤلف النشيد الوطني المجري ، و والد آلبرخت دورر ، في جيولا.
حصلت جيولا على مكانة بلدية في القرن الخامس عشر، احتلتها الدولة العثمانية في 1566–1694، ويوجد قلعة في المدينة يعود تاريخها إلى القرن الخامس عشر، جيولا مركز تسويق زراعي لمنتجات السهل الهنغاري العظيم (من المنتجات: الحبوب والتبغ ومزارع الألبان) ، جيولا لديها صناعات تجهيز الأغذية ومتخصصة في النقانق، تقام برامج المسرح الصيفي في قلعة القرون الوسطى. كما يجذب منتجع الينابيع الساخنة المحلية السياح. عدد السكان عام (2011) 31,067 نسمة ؛ وعام (2017) 30,004 نسمة .

## التسمية
تم تسمية جيولا على اسم الحاكم المجري في العصور الوسطى جيولا الثالث، كان لقب Gyula لقبًا بين القبائل المجرية ولا يزال اسمًا معروفًا للأولاد.

## التركيبة السكانية
وفقًا لتعداد عام 2011 فقد بلغ إجمالي عدد سكان جيولا 31,067 نسمة منهم 25,895 (83.4٪) مجريين ، 974 (3.1٪) رومانيون ، 971 (3.1٪) ألمان و 102 (0.3٪) غجر. وفي المجر ، يمكن للناس إعلان إنتمائهم لأكثر من عرق واحد لذلك أعلن بعض الناس أنهم هنغاريون وأيضا أقلية . جيولا هي مركز الجالية الرومانية الأصلية الصغيرة في المجر .
في عام 2011 كان في جيولا 5,726 (18.4٪) من الروم الكاثوليك و 5,560 (17.9٪) تابعون للكنيسة الإصلاحية ( الكالفيني ) و 606 (2.0٪) من الأرثوذكس و 507 (1.6٪) من أتباع اللوثرية. وهناك 8,304 شخصًا (26.7٪) لادينيين و 453 (1.5٪) من الملاحدة ، بينما 9012 شخصًا (29.0٪) لم يعلنوا دينهم.

## روابط خارجية
- الموقع الرسمي
 في هنغاريا